# Potenza
Potenzaⓘ [poˈtɛn.t͡sa] – miasto i gmina w południowych Włoszech, w Apeninie Lukańskim. Stolica regionu Basilicata i prowincji Potenza. Według danych z 31 grudnia 2022 gminę zamieszkiwało 64 470 osób.

## Charakterystyka
Miasto jest ośrodkiem handlowym regionu związanego głównie z rolnictwem. Ponadto występuje przemysł materiałów budowlanych, spożywczy, maszynowy (między innymi produkcja silników elektrycznych) czy drzewny. Potenza jest ważnym węzłem kolejowym i drogowym.
Miasto jest znane jako „miasto pionowe” ze względu na swoją szczególną strukturę urbanistyczną, której historyczne centrum znajduje się na najwyższym wzgórzu z wysokością 819 metrów nad poziomem morza; pozostałe dzielnice znajdują się stopniowo niżej. Potenza to stolica regionu położona najwyżej we Włoszech. Nazywana jest również „miastem stu schodów” lub „miastem schodów” ze względu na system starożytnych i współczesnych schodów, który łączy różne części centrum miasta: miasto ma, największy system schodów ruchomych w transporcie publicznym w Europie i drugi na świecie po Tokio. 

## Historia
Potenza została założona w 267 r. p.n.e. W starożytności nosiła nazwę Potentia. W imperium rzymskim miasto było ważnym węzłem komunikacyjnym. W VI wieku zostało włączone do Królestwa Longobardów. Na początku średniowiecza wchodziło w skład Księstwa Benewentu, a następnie księstwa Salerno. W XI i XII wieku Potenza znajdowała się w Królestwie Sycylii, potem w Królestwie Neapolu. W 1806 roku utworzono region Basilicata, którego została stolicą. W 1815 roku weszła w skład Królestwie Obojga Sycylii. Potenza ma znaczący wkład w zjednoczeniu Włoch – jako pierwsze miasto w południowej Italii wystąpiło w 1860 roku przeciwko rządom Burbonów. Miasto wielokrotnie nawiedzały trzęsienia ziemi; między innymi w 1273, 1857 i 1980 roku.
W Potenza urodził się bł. Bonawentura (1651-1711), prezbiter i zakonnik ze zgromadzenia Franciszkanów konwentualnych.

## Zabytki
Zabytki w Potenzy:
- katedra S. Gerardo (XII, XVIII w.)
- kościół S. Michele (XII–XIII w.)
- kościół S. Maria del Sepolcro (XIII w.)
- kościół S. Francesco (XIII, XV w.)